# Dom bez okien
Dom bez okien – polski film fabularny z 1962 roku w reżyserii Stanisława Jędryki, debiut tego reżysera. Tematyką filmu jest świat cyrkowców.

## Obsada
- Wiesław Gołas – mim Robert
- Danuta Szaflarska – dyrektorowa Zofia, treserka koni
- Józef Kondrat – Szarlit, dyrektor cyrku
- Elżbieta Czyżewska – akrobatka Teresa Kwaśnikówna
- Tadeusz Fijewski – clown Jankowski
- Jan Świderski – iluzjonista Kleberg
- Janusz Ziejewski – siłacz Żaczek
- Jarosław Skulski – Ogórek, treser niedźwiedzia
- Michał Szewczyk – pomocnik
- Hanka Bielicka – akrobatka